# Lou Carnesecca
Luigi P. Carnesecca, dit Lou Carnesecca, né le 5 janvier 1925 à New York (État de New York) et mort le 30 novembre 2024, est un  entraîneur américain de basket-ball actif entre 1950 et 1992.

## Biographie
Lou Carnesecca a entraîné le programme de basket-ball de Saint John, a remporté 526 victoires et concédé 200 défaites en 24 saisons (1965-1970, 1973-1992). Le coloré « Looie »[Quoi ?] (comme il était populairement appelé par les fans et par les médias) a atteint les séries éliminatoires à chaque saison où il a entraîné l'équipe, y compris une apparition au Final Four en 1985. Il a été élu entraîneur national de l'année en 1983 et 1985 par l'United States Basketball Writers Association. Il a également entraîné au niveau professionnel, les Nets de New York de l'American Basketball Association (ABA) pendant trois saisons. Il a été élu au Naismith Memorial Basketball Hall of Fame en 1992, et au New York City Basketball Hall of Fame (en) en 1993. Il a également été un annonceur de longue date pour la couverture par USA Network des drafts annuelles de la NBA des années 1980.

## Palmarès
- Champion NIT 1989
- Trophée Henry Iba (en) 1983, 1985